# Stortjärnen (Arjeplogs socken, Lappland, 731835-160050)
Stortjärnen är en sjö i Arjeplogs kommun i Lappland som ingår i Skellefteälvens huvudavrinningsområde. Sjön har en area på 0,0912 kvadratkilometer och ligger 427,1 meter över havet.

## Delavrinningsområde
Stortjärnen ingår i delavrinningsområde (731903-160193) som SMHI kallar för Mynnar i Najaure. Medelhöjden är 457 meter över havet och ytan är 22,62 kvadratkilometer. Räknas de 5 avrinningsområdena uppströms in blir den ackumulerade arean 42,54 kvadratkilometer. Storbäcken som avvattnar avrinningsområdet har biflödesordning 3, vilket innebär att vattnet flödar genom totalt 3 vattendrag innan det når havet efter 255 kilometer. Avrinningsområdet består mestadels av skog (62 procent) och sankmarker (23 procent). Avrinningsområdet har 0,32 kvadratkilometer vattenytor vilket ger det en sjöprocent på 1,4 procent.

### Webbkällor
- SMHI: Sjöar, vattendrag och avrinningsområden